# Ewald Dahlskog
Ewald Albin Filip Dahlskog, född 25 april 1894 i Stockholm, död 25 september 1950 i Gävle, var en svensk mångsidig bildkonstnär, keramiker och glaskonstnär. Han var förnyare inom intarsiakonsten.

## Biografi
Ewald Dahlskog växte upp i Duvbo, Spånga (sedan 1949 Sundbyberg). Han var son till en boktryckare och skapade redan i mycket unga år illustrationer till trycksaker. Som elvaåring påbörjade han en fyraårig utbildning (1905–1908) till litograf vid Centraltryckeriet i Stockholm. 14 år gammal antogs han till Tekniska skolan, nuvarande Konstfackskolan, i Stockholm där han utbildade sig 1908–1912. Därefter (1912–1917) fortsatte studierna vid Konstakademien i Stockholm. Vid examen mottog han Konstakademiens kanslermedalj. År 1918 erhöll han Konstakademiens resestipendium vilket möjliggjorde långa inspirationsresor till bland annat Italien, Frankrike och Tunisien.
Dahlskog ägnade sig med samma glöd åt måleri, intarsia-kompositioner, glaskonst, keramik och illustrationer. Han var en arbetsmyra och hade ett omvittnat gott humör och ett sprakande gosselynne. Hans dotter minns hur han i ateljén brukade spela argentinska tangos på en resegrammofon, vissla och måla med en undulat sittande på axeln. Han var en person som både kunde umgås med fiskarbefolkningen i Nordnorge och föra sig i de fina salongerna ute i världen. Det var inte bara hans stora konstnärliga begåvning utan även hans framåtanda, sociala kompetens, och språkbegåvning som bidrog till de stora framgångarna.
Det var framförallt de stora dekorativa intarsia-kompositionerna som gjorde Dahlskog berömd utanför Sverige. De var på en gång klassiserande och moderna. Motiven kunde vara hämtade ut historien eller från platser runt om i världen.
Bland de mest hedrande stora konstnärliga uppdragen finns de många intarsia-kompositionerna på dörrarna till stora salen i Stockholms Konserthus (1926) och takmålningen ”Såningsmannen” (1923) i Stockholms Stadshus. Finansmannen Ivar Kreuger utsmyckade sitt ”Tändstickspalats” i Stockholm med intarsior av Dahlskog och när han skulle bygga sin bank vid Place Vendôme i Paris år 1932 fick Dahlskog i uppdrag att där utföra två stora fresker och en intarsia. Ivar Kreuger fick aldrig se de färdiga verken då han sköt sig dagen innan han skulle bese sitt nästan fullbordade palats. Verken antogs länge ha gått förlorade, men hittades 2016 i samband med en byggnadsrenovering, vilket blev en världsnyhet.
Åren 1927–1928 utförde Ewald Dahlskog tillsammans med Einar Forseth den konstnärliga inredningen på Chinateatern vid Berzelii park i Stockholm. I takkupolen hade de skapat inte mindre än 1 485 stjärnor, vilket var en exakt kopia av stjärnhimlen vid vårdagjämningen 1870.[källa behövs] Stjärnhimlen målades senare över, men återställdes vid restaureringen inför musikalen Cats 1987.
Dahlskog finns representerad på bland andra Nationalmuseum, Moderna Museet, Göteborgs konstmuseum, Röhsska museet, Norrköpings konstmuseum och Gävle museum. Utomlands finns hans verk på The Metropolitan Museum i New York, samt på museer i Barcelona, Buenos Aires, Helsingfors, Köpenhamn, Paris, Philadelphia, Wien med flera. 
Ewald Dahlskog var även initiativtagare till Stiftelsen Konstnärernas Hjälpfond, sedermera Konstnärernas Vänner. Initiativet, som skulle trygga äldre konstnärers försörjning, stöttades av bland andra Prins Eugen.
Dahlskog var en av de ledande krafterna inom konstnärsgruppen Optimisterna.
År 1919 gifte sig Ewald Dahlskog med Beth Strandmark. Tillsammans fick de barnen Gunnel och Sten. Familjen bodde i en stor våning på Karlavägen 73. Ateljén med det stora fönstret i norr fanns högst upp i huset på Valhallavägen 104. Ewald Dahlskog insjuknade och avled hastigt år 1950.

## Konstnärliga områden

### Intarsiaverk

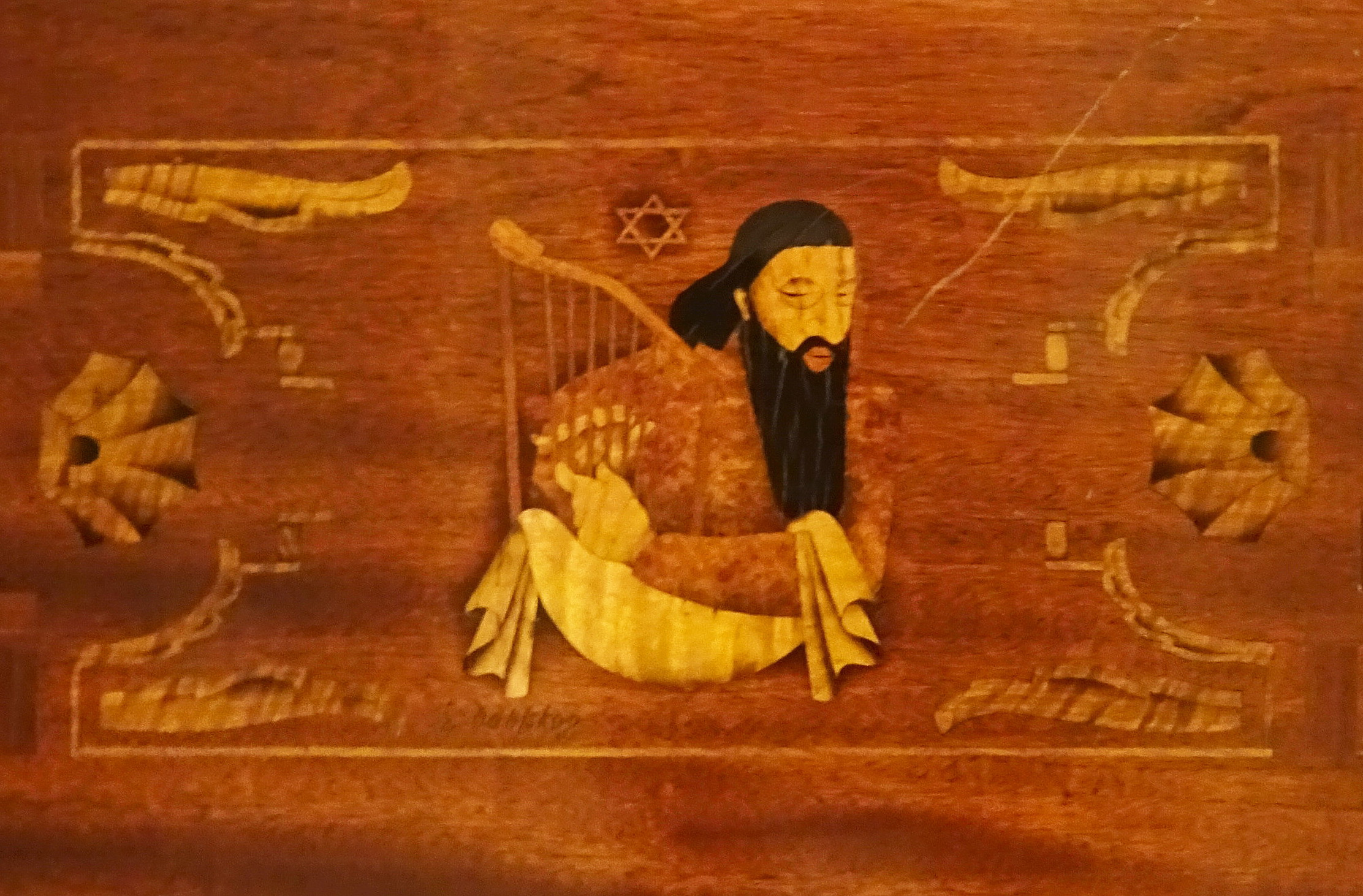
Intarsia i Stockholms konserthus, Erik XIV med sin luta.

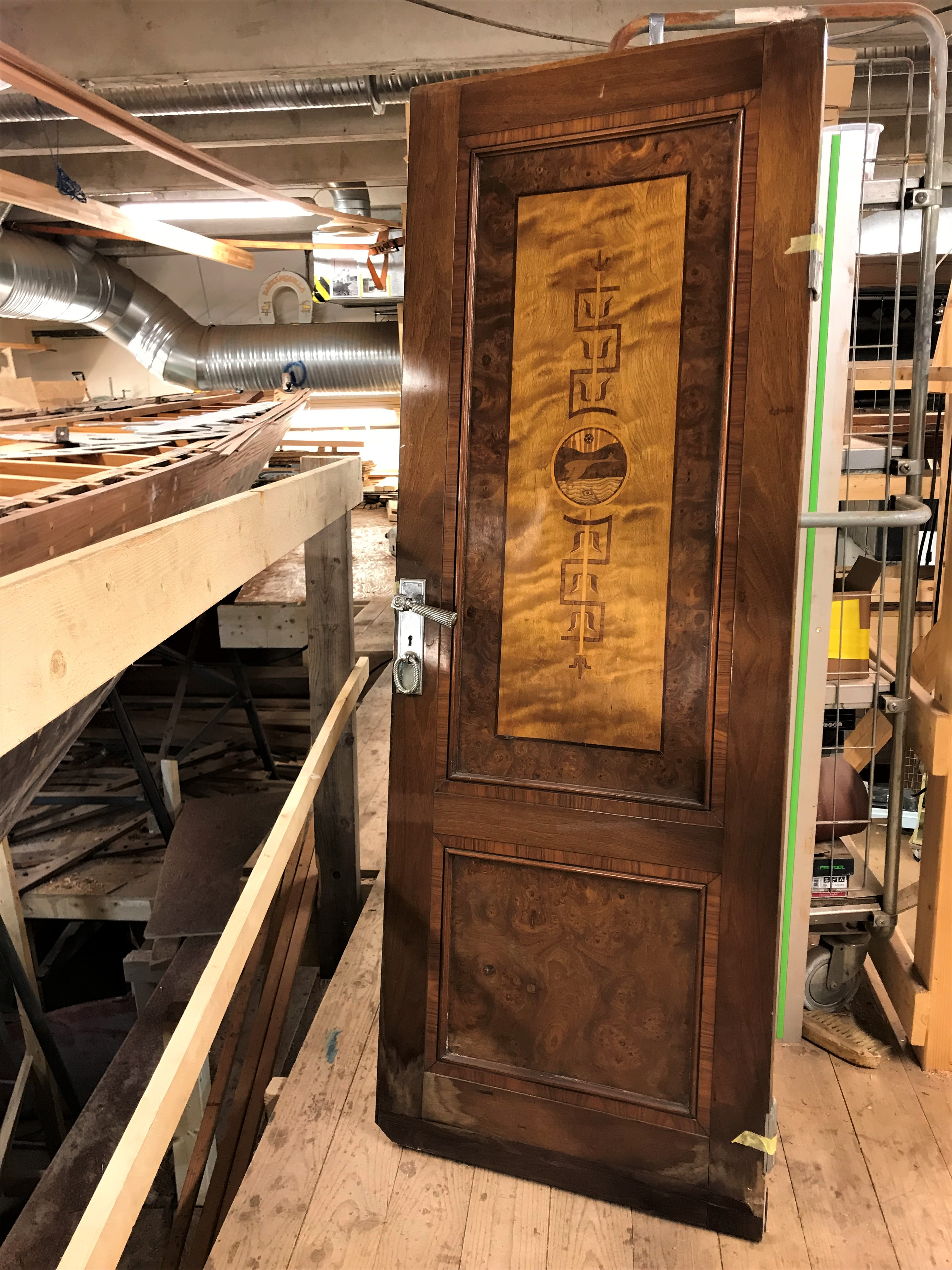
En dörr tillhörande segelyachten Princess Svanevit, ritad av Gustaf Estlander och byggd av Carl Plym på Neglingevarvet 1929–1930, med intarsia av Ewald Dahlskog. Till vänster yachten under renovering, 2019.

Bland de svenska intarsiakonstnärerna framträder Dahlskog som den som utvecklade intarsian från att vara möbeldekoration till att bli en självständig konstart för bildskapande. 
Steget från måleri och teckning till bildkompositioner i trä var logiskt för Dahlskog. Hans principer för bildbyggande baserades på linjen och ytans klarhet och på kompositionens harmoni och elegans. Detta bildspråk lämpade sig ypperligt för kompositioner i intarsia. 
Dahlskogs största uppdrag var för Svenska Amerika Liniens nybygge av M/S Stockholm 1938. 147 m² utfördes i intarsia. Livet i fem världsdelar skildrades ur kulturhistoriskt perspektiv. Före jungfruturen härjades M/S Stockholm av en våldsam brand och samtliga konstverk förstördes. 
När Dahlskog skapade sina intarsior gjorde han först en skiss i litet format som han presenterade för beställaren. Därefter målade han en förlaga i full skala som i detalj visade hur den färdiga intarsian skulle se ut. På förlagan placerade han ett stort kalkerpapper där färgfälten tecknades av som ”pusselbitar”. Han gav varje liten bit ett nummer som motsvarade ett visst träslag. Ewald Dahlskogs intarsior kan innehålla 1000-tals träbitar av så många som 200 olika träslag. Som sista steg i processen lämnades kalkerpappret till en dekupör (hantverkare som utför intarsiaarbeten) som utförde träarbetet. Dahlskog samarbetade i de flesta av sina intarsior med dekupören Manne Manning, som på sin tid var legendarisk för sin skicklighet. Genom sina vistelser i Tunisien hade Dahlskog blivit väl förtrogen med exotiska träslag och använde dessa med stor skicklighet i sina rika motiv.
Svenska Dagbladets konstkritiker Gotthard Johansson skrev år 1935 om intarsiorna: ”Dahlskog är ju inte främmande för materialet. Man behöver med säkerhet inte göra sig skyldig till någon överdrift, om man påstår, att han för närvarande är den främste i världen på detta område” .

### Måleri
Ewald Dahlskog betraktade sig framförallt som målare. I sina bilder experimenterade han friskt. Inte sällan återvände han till samma motiv som han arbetad om. Han tilltalades av former med mycket volym. Ofta drogs han till exotiska motiv som beduiner från Nordafrika eller elefanter. Men lika ofta var det den svenska Västkustens klippor eller bergen vid Lofoten som avbildades.
Han kunde ställa upp staffliet mitt ute i naturen. Eller så tog med kameran ut i naturen för att skapa minnesbilder inför arbetet i ateljén.
Dahlskog inspirerades främst av de stora italienska mästarna. Han kan betecknas som en modern expressionist  i klassisk anda. Hans karaktäristiska bildspråk speglade tidsandan under mellankrigstiden.

### Glaskonst
När svenskt konsthantverk år 1927 skulle presenteras på The Metropolitan Museum i New York vände sig Kosta glasbruk till Dahlskog. Hans stora dekorativa talang gjorde att man vågade anställa honom trots att han inte tidigare hade arbetat i glas. Dahlskog hade en månad på sig att ta fram en kollektion till New York-utställningen. I tjock, vattenklar kristallmassa formade han stora tunga skålar, fat och pokaler och lät skären bilda knippen av ljusreflekterande mönster i glaset. Effekten blev något alldeles nytt. Både svenska och amerikanska kritiker var mycket positiva. Trots detta blev Dahlskogs glas ingen storsäljare och efter tre år (1929) fick han lämna Kosta. Hans glas har i efterhand blivit uppmärksammat och omskrivet.

### Keramik

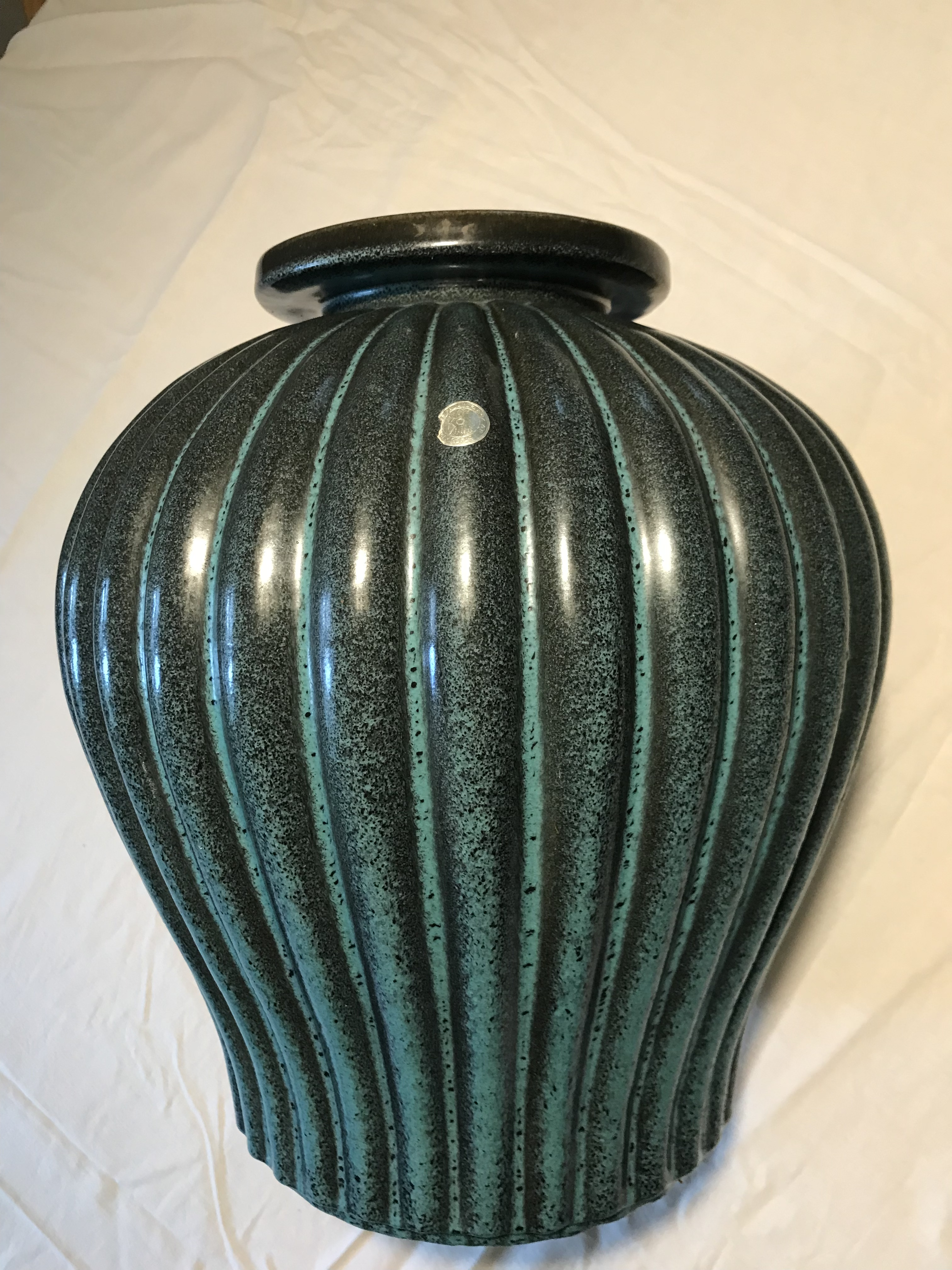
Vas, modell D.119 med glasyr GK14, formgiven av Ewald Dahlskog för Bo Fajans.

Dahlskog blev konstnärlig medarbetare vid Bobergs Fajansfabrik AB i Gävle 1929. De första resultaten, bland annat den berömda Kulvasen, visades på Stockholmsutställningen 1930. Kännetecknande för hans keramik är strama former med glasyreffekter. Dahlskog var knuten till Bo fajans fram till sin död 1950 och skapade en stor mängd vaser, krukor, fat, med mera.

### Illustrationer
Under många var Ewald Dahlskog knuten till Stockholms-Tidningen vars artiklar han illustrerade med stor bravur. Han fanns på plats i Paris vid Olympiska sommarspelen 1924 och skapade en rad illustrationer till tidningen. 
Han illustrerade även en mängd böcker, däribland många årgångar av Svenska Turistföreningens årsskrift. Han skapade även film- och utställningsaffischer.

## Stora beställningsarbeten i urval
- Såningsmannen, takmålning i Stockholms stadshus, 1923
- Intarsia i dörrfält, Stora salen i Stockholms konserthus, 1926
- Intarsia på dörrar, ridå, väggmåleri i Chinateatern i Stockholm, 1928
- Intarsior till Ivar Kreugers Tändstickspalats, Stockholm, 1928
- Intarsia i marmor på vägg i tidigare Sydsvenska bankens kontor i Citypalatset, 1932
- Intarsia och fresker i entréhallen i Ivar Kreugers Banque de Suède, Paris, 1932
- Takmålning, Stockholms östra station, Stockholm 1932
- Intarsiaväggar, direktionsrummet Tobaksmonopolet, Stockholm
- Intarsiavägg, John Morton Memorial Building, Philadelphia, USA, 1936
- Intarsiaväggar, 147 kvm, till Svenska Amerikalinjens M/S Stockholm, 1938
- Intarsiavägg i entréhallen i HSB:s huvudkontor på Fleminggatan i Stockholm, 1941
- Intarsiaväggar i styrelserummet, LM Ericssons fabrik, Telefonplan, Stockholm, 1941
- Intarsiavägg i Åtvidabergshuset i Stockholm, 1944
- Intarsior, restaurangvagnar, Statens Järnvägar, 1945
- Intarsiavägg ”Regnskogen”, konfektionsfabriken Vargen, Norrköping 1944

## Utställningar i urval
- 1953	Minnesutställning, Konstakademien, Stockholm
- 1944	”Den unga expressionismen, svenskt måleri 1909-1920”, Nationalmuseum, Stockholm
- 1942	Separatutställning Gävle museum
- 1937	Exposition Internationale de Paris
- 1935	Separatutställning Röhsska museet
- 1933	Separatutställning på Konstnärshuset, Stockholm
- 1933	Svenskt konsthantverk i Chicago
- 1931	Konstindustriutställningen i London
- 1930	Stockholmsutställningen
- 1929	Nutida svensk konst, Galerie Nationale du Jeu de Paume, Paris
- 1927	Den svenska konsthantverksutställningen på The Metropolitan Museum i New York
- 1926	Svensk konst i Buenos Aires, Argentina
- 1926	”Optimisterna”, Liljevalchs konsthall, Stockholm
- 1919	”Februarigruppen”, Liljevalchs konsthall, Stockholm
- 1918	Separatutställning, Nya Konstgalleriet, Stockholm
- 1916	Elevutställning på Konstakademien, Stockholm